# Извольский, Николай Александрович (математик)
Никола́й Алекса́ндрович Изво́льский (22 сентября [3 октября] 1870, Епифань — 27 сентября 1938, Ярославль) — русский педагог-математик, автор учебников математики, редактор и издатель журнала «Математический вестник».

## Биография
Родился 22 сентября (3 октября) 1870 года в Епифани Тульской губернии. Отец был военным, затем учительствовал в Епифани. Мальчику исполнилось всего лишь 3 года, когда умер отец, и все хлопоты по воспитанию детей легли на плечи матери Натальи Николаевны. Окончив фельдшерскую школу, она устроилась на работу в земскую больницу.
В 1881 году Николай поступил в 1-й класс Тульской гимназии. Под влиянием учителя Е. С. Томашевича (1854—1915) увлёкся математикой. Начиная с 6-го класса, Николай Извольский стал регулярно посылать свои решения в журнал «Вестник опытной физики и элементарной математики». Привёл изящные решения около 50 предложенных журналом трудных задач. Будучи гимназистом, выиграл две конкурсные темы: «Обратные фигуры» и «Параллелограммы, описанные около окружности», предложив свои размышления журналу «Вестник опытной физики и элементарной математики».
В 1889 году окончил гимназию и поступил на физико-математический факультет Московского университета, деканом которого в то время был Н. В. Бугаев (1837—1903). Увлечение геометрией студента Н. А. Извольского поддержали профессора В. Я. Цингер (1836—1907), А. К. Власов (1868—1922) и Б. К. Млодзеевский (1858—1923).
В 1893 году за сочинение «Изображение поверхности на плоскости» Н. А. Извольскому была присвоена степень кандидата.
С 1894 года преподаватель математики во Втором Московском кадетском корпусе.
В 1903—1904 годах появляется в свет первое учебное руководство Н. А. Извольского — «Учебник арифметики» (части I и II), который выдержал четыре издания, совершенствовавшихся самим автором.
В 1907—1919 годах читал лекции на Высших женских курсах в Москве. Затем переехал в Епифань, где преподавал математику на постоянных педагогических курсах.
В 1921 году вернулся в Москву, преподавал математику в Пречистенском педагогическом институте и на рабфаке им. П. Г. Плеханова. С 1922 года профессор II Московского государственного университета, в котором читал лекции по математическому анализу, проективной геометрии и основам алгебры. С 1924 года совмещал работу в Москве и Ярославле.
Н. А. Извольский издавал и редактировал журнал «Математический вестник» (1914—1917), посвящённый вопросам преподавания арифметики и начал алгебры и геометрии. За время существования журнала вышло 24 номера, в которых большая часть статей была написана самим редактором. Среди них были статьи методического характера по разным разделам математики, как по арифметике и алгебре, так и по геометрии.
Последние годы жизни Н. А. Извольский провёл в своём родном доме в Епифани, откуда регулярно выезжал в Ярославский государственный педагогический институт, где руководил кафедрой.

## Избранные публикации
- Извольский Н. А. Алгебраические числа и действия над ними : (Числа со знаками) : Для начинающих изучать алгебру. — М.: Кн. маг. В. В. Думнов под фирмою «Насл. бр. Салаевых», 1909. — 27 с.
- Извольский Н. А. Арифметика. — М.: тип. Г. Лисснера и А. Гешеля, 1903-1904. — Т. 1-2. — 79+196 с. || . — 3-е изд. — М.: Школа, 1914. — Т. 1-2. — 91+211 с.
- Извольский Н. А. Геометрия в пространстве : (Стереометрия). — М.: Кн. маг. В. В. Думнов под фирмою «Насл. бр. Салаевых», 1910. — 131 с. || . — 4-е изд. — Л.: Гос. изд., 1924. — 145 с. — (Учебники и учеб. пособия для труд. школы).
- Извольский Н. А. Геометрия на плоскости : (Планиметрия). — М.: «Сотрудник школ» А. К. Залесской, 1911. — 274 с. || . — 4-е изд. — Л.: Гос. изд., 1924. — 301 с. — (Учебники и учеб. пособия для труд. школы).
- Извольский Н. А. Два предложения элементарной геометрии. — Одесса: тип. Акц. юж.-рус. о-ва печ. дела, 1910. — 30 с. — (Отд отт. их журн. «Вестник опытной физики и элементарной математики»).
- Извольский Н. А. К вопросу об определении дляны окружности : Доклад, прочит. на 2-м Всерос. съезде препод. математики, и добавление к нему. — М.: тип. Г. Лисснера и Д. Собко, 1914. — 33 с.
- Извольский Н. А. Курс элементарной алгебры. — Пб.: Брокгауз-Ефрон, 1924. — Т. 1-2.
- Извольский Н. А. Методика геометрии. — Пб.: Брокгауз-Ефрон, 1924. — 162 с.
- Извольский Н. А. Начальный курс геометрии. — М.: Школа, 1914. — 105 с.
- Извольский Н. А. Основной курс проективной геометрии. — М.; Л.: Гос. техн.-теоретич. изд-во, 1933. — 166 с. — 5000 экз.
- Извольский Н. А. Синтетическая геометрия. — М.: Учпедгиз, 1941. — 132 с. — 10 000 экз.
- Заметки по методике алгебры // Математический вестник. — 1916. — № 7-8.
- Интуиция в работе Д. Гильберта // В.О.Ф.Э.М. — 1912. — № 563—564.
- Комбинационная работа как основа для преподавания математики // Всеросс. съезд преподавателей математики в Москве, 2-й: Докл. — М., 1915.
- Первые шаги курса геометрии // Математическое образование. — 1913. — № 1.